# Klima-Schneepflug

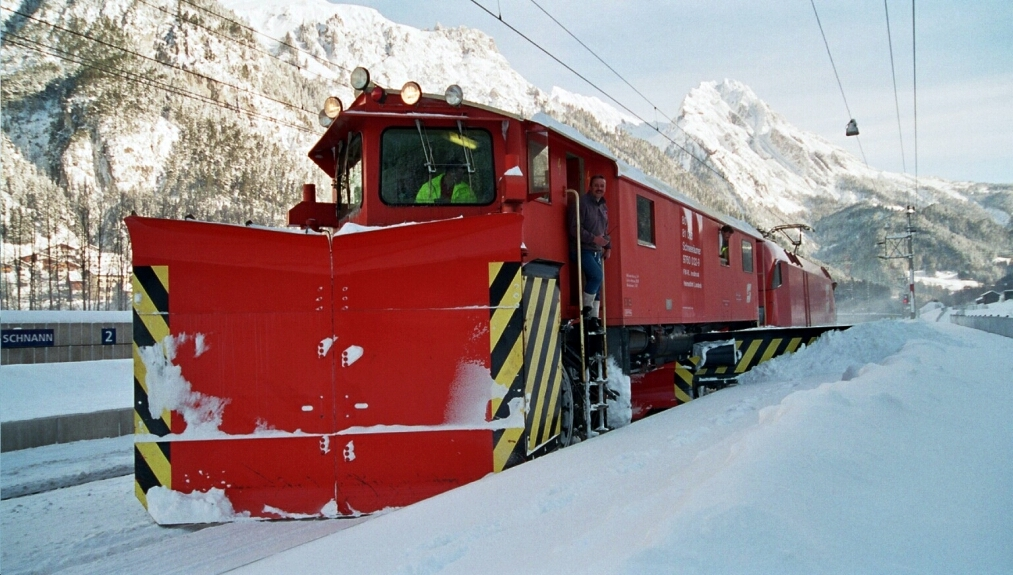
Klima-Schneepflug Bauart Knittelfeld der ÖBB auf der Arlbergbahn in der Haltestelle Schnann in Österreich

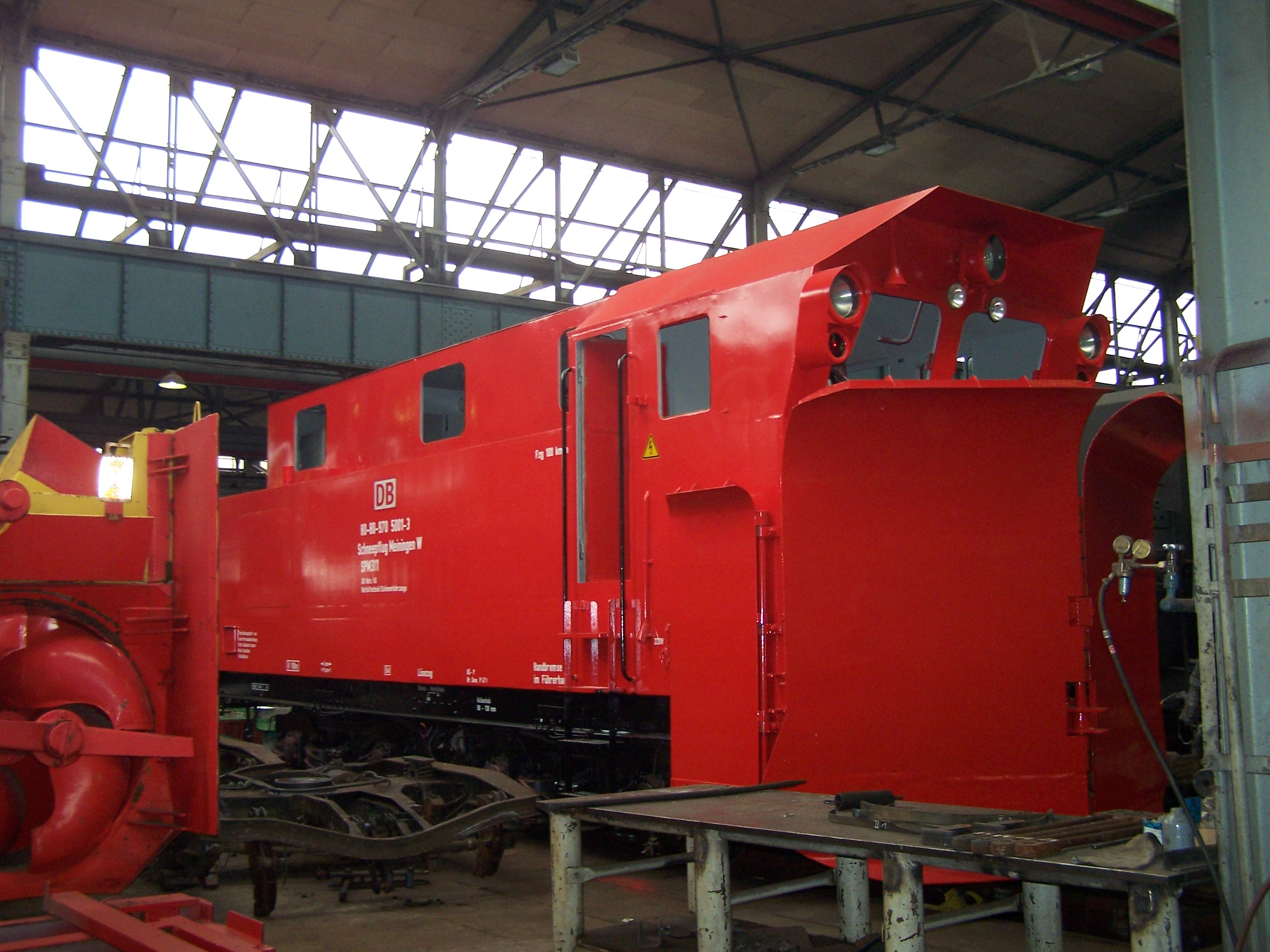
Schneepflug Meiningen W im Werk Meiningen

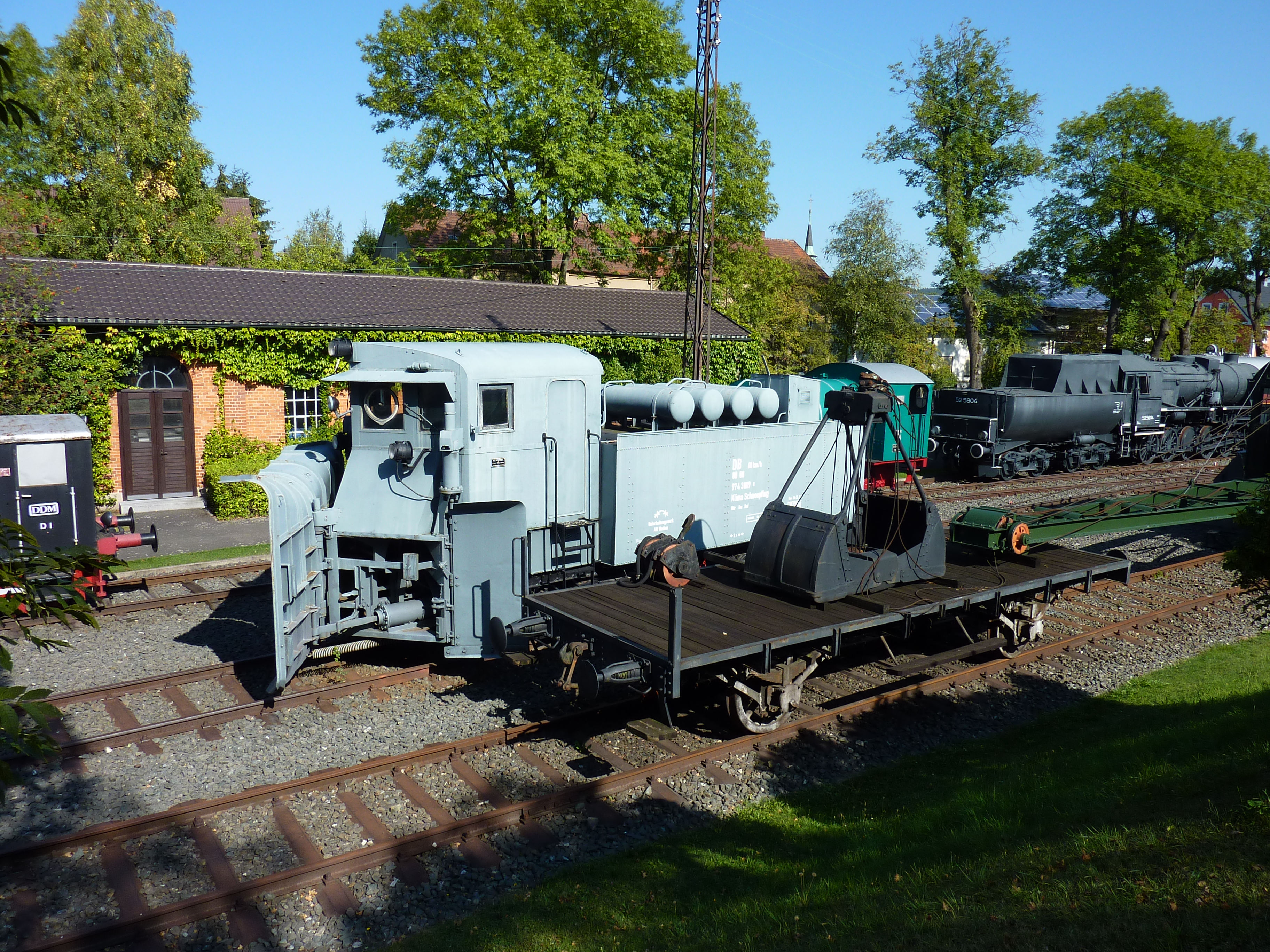
Klima-Schneepflug im Deutschen Dampflokomotiv-Museum, Seitenansicht

Ein Klima-Schneepflug ist ein spezielles Schienenfahrzeug, das zum Räumen von hohen Schneemengen auf Eisenbahnschienen verwendet wird. Benannt ist sie nach ihrem Erfinder und Konstrukteur Rudolf Klima aus Österreich, der diesen Schneepflug entwickelte und sich die Erfindung auch patentieren ließ. Früher konnten nur Schneehöhen bis zu 40 cm beseitigt werden, mit den Klima-Schneepflügen jedoch können Schneehöhen von bis zu 1,50 Metern geräumt werden.

## Geschichte
Bis in die 1920er Jahre wurden Lokomotiven mit Schneeräumblechen ausgerüstet, die lediglich in der Lage waren, Schneehöhen bis 40 cm zu räumen. Der österreichische Konstrukteur und Erfinder Rudolf Klima aus Saalfelden montierte Anfang der 1920er Jahre auf einem Schlepptender, der von einer Schublokomotive geschoben wurde, Schneeräumschilde. Dieses Räumsystem war ab 1926 einsatzfähig und eröffnete eine verbesserte Möglichkeit der Schneeräumung.

## Technische Möglichkeiten
Der Klima-Schneepflug wird geschoben. Das Personal befindet sich in einer geschlossenen, geschützten Arbeitskabine. Die Räumgeschwindigkeit beträgt maximal 60 km/h. Sowohl nach rechts als auch nach links sind Auswurfweiten des Schnees von mehr als 10 Metern möglich. Es kann eine Räumbreite von 4,80 Metern erzielt werden. Die Schneeräumung wird 8 cm über dem Gleisbett und 8 cm über der Schienenoberkante ermöglicht. Eine Wechselsprechanlage zwischen Lokführer und Schneepflugmannschaft bot ab der zweiten Generation der Klima-Schneepflüge eine Verständigungsmöglichkeit. Zuvor konnten nur über eine Signalanlage am hinteren Ende des Schneepflugs Anweisungen vom Schneepflug zur Schublokomotive gegeben werden. In der Arbeitskabine des Klima-Schneepflugs kann vom Bedienerstand aus eine Bremsung eingeleitet werden.

## Schneeräumung

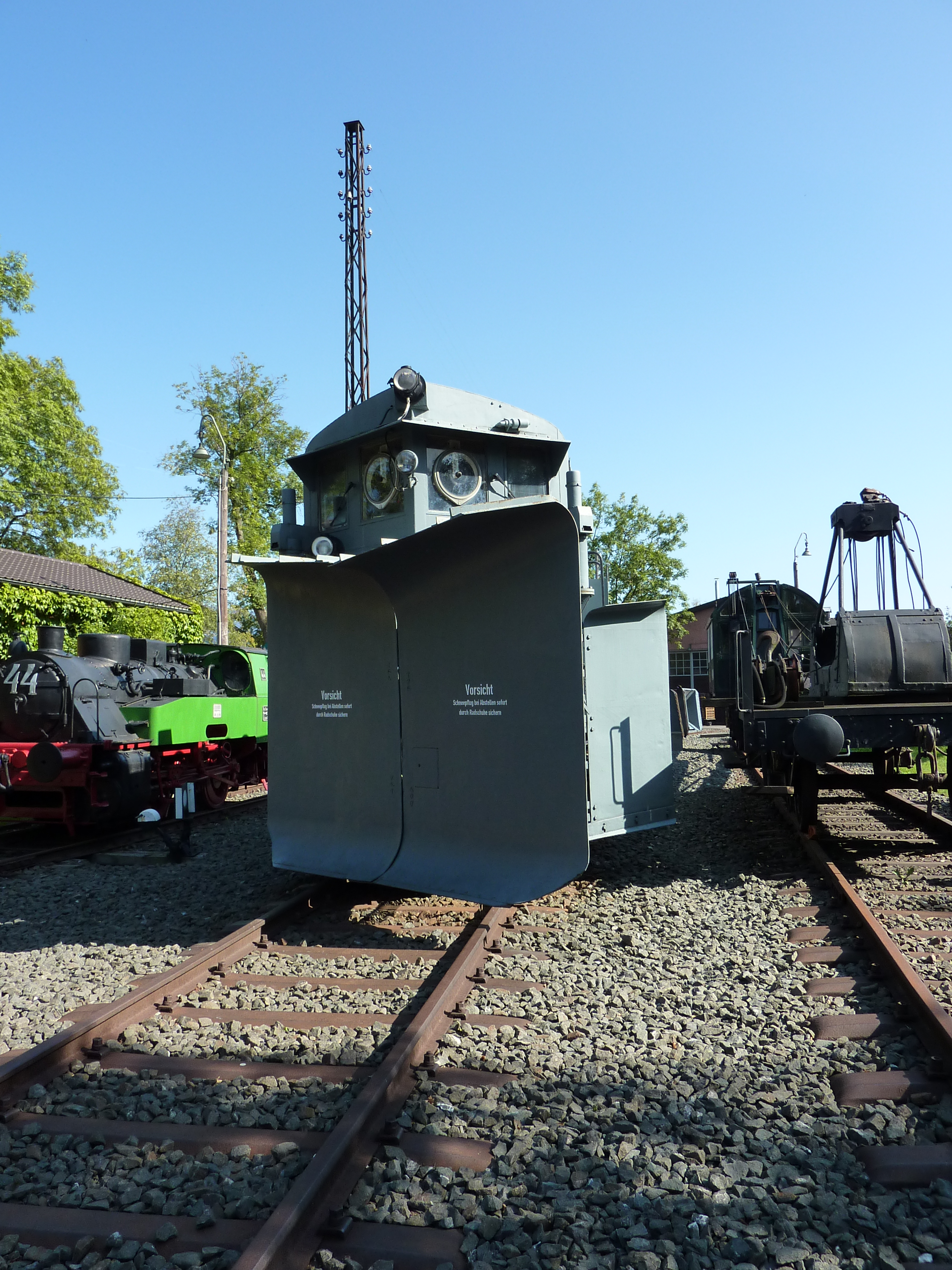
Frontansicht eines Klima-Schneepflugs im Deutschen Dampflokomotiv-Museum

Die in der Mitte geteilten Räumschilde können durch Druckluft mit einem Druck von bis zu 8 bar seitlich und in der Höhe verstellt werden. Die senkrecht stehenden Pflugschare sind in ihrer Grundstellung keilförmig für eine zweiseitige Räumung. Die beweglichen Räumschilde können so verstellt werden, dass nach rechts oder links geräumt werden kann, dies ist für zweigleisige Strecken nötig. Zusätzlich sind die Pflüge  mit einem keilförmigen Spur-Innenräumer ausgerüstet.
Zur Bedienung werden zwei bis drei Personen eingesetzt: ein streckenkundiger Fahrleiter, welcher der Schublokomotive Anweisungen über die erforderliche Geschwindigkeit durchgeben kann und auch Weisungen für die Vor- und Rückfahrt erteilt, der Bediener des Schneepflugs in der Kabine und gegebenenfalls ein Helfer.

## Länder

### Österreich
Der erste Typ des Klima-Schneepflugs, der 1926 in Österreich eingesetzt wurde, hatte eine Räumbreite von 3,86 m. Die Trägerlokomotive lieferte Druckluft über die Bremsleitung und der Schneepflug war vor der Dampflokomotive anmontiert und besaß eine Arbeitskabine.
In Österreich wurde der so genannte Klima-Schneepflug Bauart Knittelfeld in den 1970er Jahren in der Hauptwerkstätte der ÖBB für die Arlbergbahn hergestellt, ein weiterer Schneepflug, der Klima-Schneepflug Bauart Bludenz wird auf der Arlberg-Westrampe eingesetzt, die aufgrund des hohen Schneeaufkommens mit ölhydraulischen Systemen zum Steuern der Schilde und nicht mit Druckluft ausgerüstet ist. Dieser Schneepflug ist leicht an seiner tannengrünen Farbe erkennbar, die von der roten Standardfarbe der anderen Schneepflüge abweicht.

### Deutschland

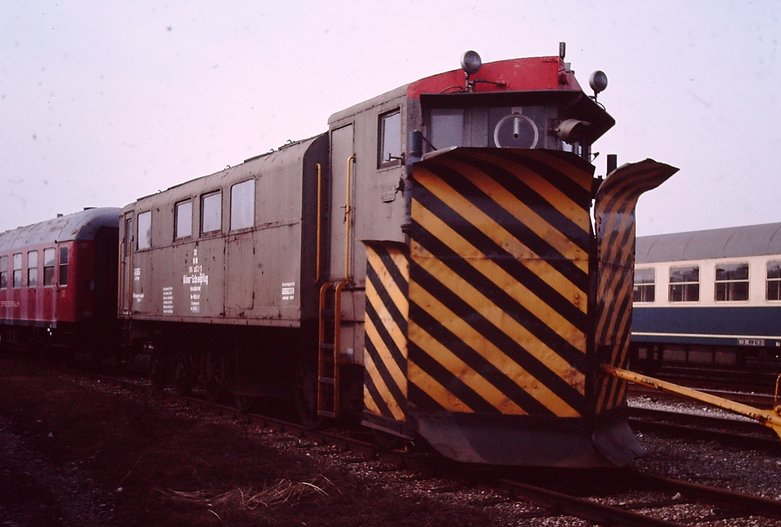
Der aus E 36 02 umgebaute Klima-Schneepflug 1986

Die Deutsche Reichsbahn setzte im Jahre 1929 erstmals Klima-Schneepflüge in Deutschland ein, die Henschel aus Kassel nach dem Erwerb von Rechten nachbaute. Dabei wurden ausgemusterte Schlepptender wie auch ausgemusterte bayerische Elektrolokomotiven zu Klima-Schneepflügen umgebaut. Zwei historische Klima-Schneepflüge befinden sich im Deutschen Dampflokomotiv-Museum und die umgebaute E-Lok E 36 02 im Bayerischen Eisenbahnmuseum. 
Die Deutsche Reichsbahn baute von 1968 bis 1981 den Schneepflug Bauart Meiningen zunächst im Reichsbahnausbesserungswerk (RAW) Halberstadt, später im Dampflokwerk Meiningen in Thüringen. 1994 wurden 105 Schneepflüge dieser Bauart der Reichsbahn in die Deutsche Bahn AG eingebracht. 1999 waren davon noch 30 Fahrzeuge bei der Deutschen Bahn AG vorhanden.

## Patentierung
Medienberichte zur Patentierung sind erst im Jahr 1951 ersichtlich.